# Scott Paulin
Robert Scott Paulin (Steubenville (Ohio), 13 februari 1950) is een Amerikaanse acteur.

## Biografie
Paulin heeft gestudeerd aan de Pomona College in Claremont (Californië) en is daar in 1971 afgestudeerd.
Paulin is in 1981 getrouwd met Wendy Phillips, en hebben 1 dochter. Zijn schoonvader is ook acteur en zijn schoonmoeder leidt een toneelschool in San Francisco en hebben hem gekoppeld aan Wendy toen Paulin daar lessen volgde. Paulin en zijn vrouw Wendy hebben in de tv-miniserie A Year in the Life (1986) samen als echtpaar gespeeld.
Paulin begon in 1979 met acteren in de film Vampire en heeft hierna nog in meer dan 110 televisieseries en films gespeeld zoals St. Elsewhere (1983-1985), Hill Street Blues (1982-1986), I'll Fly Away (1991-1993), Hotel Malibu (1994), Beverly Hills, 90210 (1993-1996), JAG (2002-2003) en Castle (2009-2011).

## Filmografie

### Films
Selectie:
- 2009 The Intervention – als priester
- 2007 Jane Doe: How to Fire Your Boss – als Phil Sands
- 2001 I Am Sam – Duncan Rhodes
- 1990 Captain America – als legerarts
- 1989 Desperate for Love – als Merl Becker
- 1988 The Accused – als Wainwright
- 1986 Banter – als Philip Banter
- 1983 The Right Stuff – als Deke Slayton

### Televisieseries
Uitgezonderd eenmalige gastrollen.
- 2009 – 2014 Castle – als Jim Beckett – 9 afl.
- 2014 The Young and the Restless - als dr. Ed Botnik - 4 afl.
- 2002 – 2003 JAG – als kapitein Johnson – 7 afl.
- 2003 24 – als Brian Jacobs – 2 afl.
- 1993 – 1996 Beverly Hills, 90210 – als professor Corey Randall – 8 afl.
- 1996 Profit – als Jack Walters – 2 afl.
- 1994 Hotel Malibu – als George Bennett – 6 afl.
- 1991 – 1993 I'll Fly Away – als Tucker Anderson – 11 afl.
- 1988 Friday the 13th – als Josiah Grange – 2 afl.
- 1986 A Year in the Life – als Glen Maxwell – 2 afl.
- 1983 – 1985 St. Elsewhere – als Stephen Craig – 4 afl.

- Bibliothèque nationale de France: cb142144219 (data)
- International Standard Name Identifier: 0000 0001 1946 6968
- Library of Congress Control Number: no98066961
- Nationale Bibliotheek van Israël: 987007388821605171
- Virtual International Authority File: 12517073
- WorldCat: E39PBJdgRYjMyWhjfK44hKpHG3